# Hypaspidiotus jordani
Hypaspidiotus jordani är en insektsart som först beskrevs av Kuwana 1902.  Hypaspidiotus jordani ingår i släktet Hypaspidiotus och familjen pansarsköldlöss. Inga underarter finns listade i Catalogue of Life.